# Шоберт, Макс
Макс Иоганн Маркус Шоберт (нем. Max Johann Markus Schobert; 25 декабря 1904, Вюрцбург, Германская империя, — 19 ноября 1948, Ландсберг-на-Лехе, американская зона оккупации Германии) — штурмбаннфюрер СС и первый шуцхафтлагерфюрер концлагеря Бухенвальд.

## Биография
Шоберт, сын конторского служащего, с 1919 года работал слесарем. В 1925—1927 годах обучался в вюрцбургской машиностроительной школе, после чего до 1934 года работал механиком. В 1932 году вступил в НСДАП (билет № 317486) и СС (№ 3531). С 1934 года в составе отрядов СС «Мертвая голова» он служил в лагерном персонале концлагеря Дахау, занимая должности блокфюрера, а затем — начальника складской команды. В 1938 году был переведен в концлагерь Флоссенбюрг, где до конца 1939 года возглавлял бригаду по строительству бараков.
В январе 1940 года Шоберт был назначен вторым, а в 1942 году — первым шуцхафтлагерфюрером концлагеря Бухенвальд, исполняющим обязанности коменданта лагеря в его отсутствие. Он является главным ответственным за казни, производимые в конюшне «Командой 99»; как минимум при 300 казнях он присутствовал лично. После частичной эвакуации концлагеря Бухенвальд Шоберт 23 апреля 1945 года стал первым шуцхафтлагерфюрером концлагеря Дахау, сменив на этом посту оберштурмфюрера СС Фридриха Вильгельма Рупперта.
Через несколько дней Шоберт бежал в Австрию, однако в мае был арестован американскими военнослужащими. Вместе с Гансом-Теодором Шмидтом, Гансом Мербахом, Альбертом Шварцем, Августом Бендером и Отто Барневальдом, также служившими в Бухенвальде, он был помещен в американский лагерь для военнопленных под Бад-Айблингом.
Все они вошли в число обвиняемых на Главном Бухенвальдском процессе (всего на скамье подсудимых оказался 31 человек). Шоберт обвинялся в истязаниях и убийствах союзных военнопленных; в частности, свидетельские показания изобличали его в натравливании своей собаки на заключенных и в их избиениях плеткой. 14 августа 1947 года Шоберт был приговорен к смертной казни через повешение. Несмотря на несколько прошений о помиловании, 19 ноября 1948 года Шоберт был казнен в ландсбергской тюрьме.
Под именем Макса Шуберта является одним из действующих лиц романа Георгия Свиридова «Ринг за колючей проволокой».